# Calaphis leonardi
Calaphis leonardi är en insektsart. Calaphis leonardi ingår i släktet Calaphis och familjen långrörsbladlöss. Inga underarter finns listade i Catalogue of Life.